# Alchemilla bogumilii
Alchemilla bogumilii — вид квіткових рослин з родини трояндових (Rosaceae). Ареал: Польща, Словаччина; населяє Західні Карпати.